# FC Kupiškis
FC Kupiškis – litewski klub piłkarski, mający siedzibę w mieście Kupiszki, w północno-wschodniej części kraju. Obecnie występuje w II lydze.

## Historia
Chronologia nazw:
- 2018: FC Kupiškis

Klub piłkarski FC Kupiškis został założony w miejscowości Kupiszki w 2018 roku. Od razu po założeniu przystąpił do rozgrywek I lygi, gdzie w debiucie zajął 13.miejsce. W następnym sezonie był dziesiąty, jednak brał udział w ustawianiu meczów i został zdegradowany do II lygi.

## Barwy klubowe, strój
|  |  |

Klub ma barwy czarno-niebieskie. Zawodnicy domowe spotkania zazwyczaj grają w zielonych koszulkach, czarnych spodenkach i zielono-czarnych getrach.

## Sukcesy

### Trofea międzynarodowe
Nie uczestniczył w rozgrywkach europejskich (stan na 31-05-2019).

### Trofea krajowe
| \| \| Zdobyte trofea w rozgrywkach Litwy (stan na: 31-12-2019) \| |                                                          |      |          |
| Rozgrywki                                                         | Osiągnięcie                                              | Razy | Sezon(y) |
| Mistrzostwo                                                       | I miejsce                                                | 0    |          |
| Mistrzostwo                                                       | II miejsce                                               | 0    |          |
| Mistrzostwo                                                       | III miejsce                                              | 0    |          |
| Puchar                                                            | zdobywca                                                 | 0    |          |
| Puchar                                                            | finalista                                                | 0    |          |
| Puchar                                                            | 1/8 finału                                               | 1    | 2018     |
| II liga                                                           | I miejsce                                                | 0    |          |
| II liga                                                           | II miejsce                                               | 0    |          |
| II liga                                                           | III miejsce                                              | 0    |          |
| II liga                                                           | 10.miejsce                                               | 1    | 2019     |
| Litwa                                                             | Zdobyte trofea w rozgrywkach Litwy (stan na: 31-12-2019) |      |          |

## Poszczególne sezony

### Rozgrywki krajowe
| \| Litwa \| Bilans występów klubu w rozgrywkach piłkarskich Litwy (Stan na 31 grudnia 2019 r.) \| \| |                                                                                    |        |       |    |   |    |    |     |     |           |        |        |      |
| Poziom                                                                                               | Rozgrywki                                                                          | Sezony | Mecze | Z  | R | P  | B+ | B–  | Pkt | Lata      | Awanse | Spadki | Naj. |
| II                                                                                                   | I lyga                                                                             | 2      | 54    | 14 | 8 | 32 | 95 | 147 | 50  | 2018–2019 | 0      | 1      | 10   |
| III                                                                                                  | II lyga                                                                            | 1      |       |    |   |    |    |     |     | od 2020   | 0      | 0      | 1    |
| | Puchar Litwy                                                                       | 2      |       |    |   |    |    |     |     | od 2018   | 0      | 0      | 1/8  |
| Litwa                                                                                                | Bilans występów klubu w rozgrywkach piłkarskich Litwy (Stan na 31 grudnia 2019 r.) |        |       |    |   |    |    |     |     |           |        |        |      |

## Struktura klubu

### Stadion
Klub rozgrywa swoje mecze domowe na Stadionie Miejskim w Kupiszkach, który może pomieścić 1000 widzów.

### Inne sekcje
Klub prowadzi drużyny dla dzieci i młodzieży w każdym wieku. 

## Kibice i rywalizacja z innymi klubami

### Derby
- FK Panevėžys